# Pásztó
Pásztó is een plaats (város) en gemeente in het Hongaarse comitaat Nógrád. Pásztó telt  9.312 inwoners (2015) en ligt op de linkeroever van de Zagyva, aan de voet van het Mátragebergte.
In Pásztó bevond zich lange tijd een cisterciënzer klooster: de kloosterorde werd hier onder koning Béla III in de 12de eeuw naartoe gehaald. Het huidige barokke kloostercomplex dateert uit 1715 en huisvest inmiddels een museum.
Pásztó had tot 1871 de status van marktstad (mezőváros), die in dat jaar kwam te vervallen. Sinds 1984 is Pásztó opnieuw stad (város). Bij die gelegenheid werd ook de buurgemeente Hasznos geannexeerd. Tot 1950, toen het naar Nógrád werd overgeheveld, behoorde Pásztó tot het comitaat Heves.
Pásztó, dat in 1871 werd aangesloten op het spoorwegnet, ligt aan de spoorlijn tussen Hatvan en Salgótarján.
In 2017 is de vierbaans autoweg 21 gereed en is de stad aangesloten op het autosnelwegennet en is de hoofdstad Boedapest gemakkelijker bereikbaar geworden. 
Stad met comitaatsrecht (megyei jogú város): Salgótarján

Steden (város): Balassagyarmat · Bátonyterenye · Pásztó · Rétság · Szécsény

Overige gemeenten (község): Alsópetény · Alsótold · Bánk · Bárna · Becske · Bér · Bercel · Berkenye · Bokor · Borsosberény · Buják · Cered · Csécse · Cserháthaláp · Cserhátsurány · Cserhátszentiván · Csesztve · Csitár · Debercsény · Dejtár · Diósjenő · Dorogháza · Drégelypalánk · Ecseg · Egyházasdengeleg · Egyházasgerge · Endrefalva · Erdőkürt · Erdőtarcsa · Érsekvadkert · Etes · Felsőpetény · Felsőtold · Galgaguta · Garáb · Héhalom · Herencsény · Hollókő · Hont · Horpács · Hugyag · Iliny · Ipolytarnóc · Ipolyvece · Jobbágyi · Kálló · Karancsalja · Karancsberény · Karancskeszi · Karancslapujtő · Karancsság · Kazár · Keszeg · Kétbodony · Kisbágyon · Kisbárkány · Kisecset · Kishartyán · Kozárd · Kutasó · Legénd · Litke · Lucfalva · Ludányhalászi · Magyargéc · Magyarnándor · Márkháza · Mátramindszent · Mátranovák · Mátraszele · Mátraszőlős · Mátraterenye · Mátraverebély · Mihálygerge · Mohora · Nagybárkány · Nagykeresztúr · Nagylóc · Nagyoroszi · Nemti · Nézsa · Nógrád · Nógrádkövesd · Nógrádmarcal · Nógrádmegyer · Nógrádsáp · Nógrádsipek · Nógrádszakál · Nőtincs · Őrhalom · Ősagárd · Palotás · Patak · Patvarc · Piliny · Pusztaberki · Rákóczibánya · Rimóc · Romhány · Ságújfalu · Sámsonháza · Sóshartyán · Szalmatercs · Szanda · Szarvasgede · Szátok · Szécsénke · Szécsényfelfalu · Szendehely · Szente · Szilaspogony · Szirák · Szügy · Szuha · Szurdokpüspöki · Tar · Terény · Tereske · Tolmács · Vanyarc · Varsány · Vizslás · Zabar